# San José del Fragua
San José del Fragua là một khu tự quản thuộc tỉnh Caquetá, Colombia. Thủ phủ của khu tự quản San José del Fragua đóng tại San José del Fragua Khu tự quản San José del Fragua có diện tích 1226 ki lô mét vuông. Đến thời điểm ngày 28 tháng 5 năm 2005, khu tự quản San José del Fragua có dân số 11370 người.